# Connor Roberts
Connor Richard Jones Roberts (* 23. září 1995 Neath) je velšský profesionální fotbalista, který hraje na pozici pravého obránce či záložníka za anglický klub Burnley FC a za velšský národní tým.

## Reprezentační kariéra
Roberts byl poprvé povolán do velšské reprezentace 15. března 2018. Debutoval v zápase China Cupu proti Uruguayi v březnu 2018, když v 59. minutě utkání vystřídal Declana Johna. Roberts vstřelil svůj první reprezentační gól 6. září 2018, při vítězství 4:1 nad Irskem, když dorazil střílený centr Garetha Balea.
V květnu 2021 byl nominován na závěrečný turnaj EURO 2020. 16. června 2021 vstřelil Roberts druhý gól při výhře 2:0 proti Turecku v druhém zápase základní skupiny, opět mu asistoval Gareth Bale.

## Statistiky

### Klubové
K 29. květnu 2021
| Klub                   | Sezóna  | Liga           | Liga   | Liga | FA Cup | FA Cup | EFL Cup | EFL Cup | Ostatní | Ostatní | Celkem | Celkem |
| Klub                   | Sezóna  | Liga           | Zápasy | Góly | Zápasy | Góly   | Zápasy  | Góly    | Zápasy  | Góly    | Zápasy | Góly   |
| ---------------------- | ------- | -------------- | ------ | ---- | ------ | ------ | ------- | ------- | ------- | ------- | ------ | ------ |
| Swansea City           | 2015/16 | Premier League | 0      | 0    | —      | —      | —       | —       | —       | —       | 0      | 0      |
| Swansea City           | 2016/17 | Premier League | 0      | 0    | —      | —      | —       | —       | —       | —       | 0      | 0      |
| Swansea City           | 2017/18 | Premier League | 4      | 0    | 7      | 0      | —       | —       | —       | —       | 11     | 0      |
| Swansea City           | 2018/19 | Championship   | 45     | 5    | 4      | 0      | 0       | 0       | —       | —       | 49     | 5      |
| Swansea City           | 2019/20 | Championship   | 38     | 1    | 1      | 0      | 1       | 0       | 2       | 0       | 42     | 1      |
| Swansea City           | 2020/21 | Championship   | 46     | 5    | 2      | 0      | 0       | 0       | 2       | 0       | 50     | 5      |
| Swansea City           | Celkem  | Celkem         | 133    | 11   | 14     | 0      | 1       | 0       | 4       | 0       | 152    | 11     |
| Yeovil Town (host.)    | 2015/16 | League Two     | 45     | 0    | 4      | 0      | 1       | 0       | 4       | 0       | 54     | 0      |
| Bristol Rovers (host.) | 2016/17 | League One     | 2      | 0    | 2      | 0      | 0       | 0       | 1       | 0       | 5      | 0      |
| Middlesbrough (host.)  | 2017/18 | Championship   | 1      | 0    | 0      | 0      | 3       | 0       | —       | —       | 4      | 0      |
| Celkem                 | Celkem  | Celkem         | 181    | 11   | 20     | 0      | 5       | 0       | 9       | 0       | 215    | 11     |

### Reprezentační
K 16. červnu 2021
| Wales  | Wales  | Wales |
| Rok    | Zápasy | Góly  |
| ------ | ------ | ----- |
| 2018   | 8      | 1     |
| 2019   | 8      | 0     |
| 2020   | 6      | 0     |
| 2021   | 6      | 1     |
| Celkem | 28     | 2     |

#### Reprezentační góly
K zápasu odehranému 16. června 2021. Skóre a výsledky Walesu jsou vždy zapisovány jako první
| Gól | Datum           | Místo                                 | Soupeř  | Skóre | Výsledek | Soutěž                   |
| --- | --------------- | ------------------------------------- | ------- | ----- | -------- | ------------------------ |
| 1.  | 6. září 2018    | Cardiff City Stadium, Cardiff, Wales  | Irsko   | 4:0   | 4:1      | Liga národů UEFA 2018/19 |
| 2.  | 16. června 2021 | Olympijský stadion, Baku, Ázerbájdžán | Turecko | 2:0   | 2:0      | Euro 2020                |